# The Loop (Metro de Chicago)
The Loop (históricamente Union Loop) es un circuito ferroviario elevado que constituye la columna vertebral del Metro de Chicago en Chicago, Illinois. El "Loop" (circuito) debe su nombre a que es un trayecto de forma rectangular alrededor del distrito financiero de la ciudad, que recorre Lake Street (lado norte), la Avenida Wabash (este), Van Buren Street (sur), y Wells Street (oeste). El entorno urbano situado en sus alrededores también es conocido como "The Loop".

## Origen
Numerosos informes afirman que el uso de este término data de antes del ferrocarril elevado, derivándose de los múltiples trolebuses que terminaban en el distrito, y en especial de los de las dos líneas que compartían un circuito construido en 1882, limitado por las calles Madison, Wabash, State y Lake. Sin embargo, después de una extensa investigación sobre el tema, el historiador del transporte Bruce Moffat llegó a la conclusión de que la denominación "The Loop" no fue utilizada como un nombre propio hasta después de la construcción entre 1895–97 del ferrocarril elevado.
Su creación fue el resultado de las luchas por el dominio económico del sistema de transporte urbano de la ciudad de Chicago (registradas a finales del siglo XIX y comienzos del siglo XX), en las que el financiero Charles Yerkes tuvo un papel decisivo.

## Operaciones
El Loop incluye 9 estaciones: Clark/Lake y State/Lake están en la parte norte; Randolph/Wabash, Madison/Wabash, y Adams/Wabash están en el lado este; Library y LaSalle/Van Buren están en el lado sureste; y Quincy y Washington/Wells están en el lado oeste. En 2009 20.086.763 pasajeros utilizaron estas vías.
Cinco de las ocho líneas del Metro de Chicago usan The Loop. Dos del resto de las líneas que no son parte del Loop, la línea Azul y la línea Roja, operan subterráneamente bajo el loop, conectándose con las estaciones del Loop. La línea Amarilla, es la única línea del CTA que no se conecta o pasa por el loop.
La línea Púrpura Exprés (horas punta entre semana solamente) y la línea Marrón entran por el norte en la esquina noroeste. La línea Púrpura Exprés realiza un circuito completo en dirección de las agujas del reloj, mientras que la línea Marrón lo recorre en sentido contrario. La línea Naranja entra desde el sur en la esquina sureste y la Línea Rosa entra por el oeste en la esquina noroeste; haciendo un circuito completo en sentido de las agujas del reloj. Tras la realización de un circuito completo en sus respectivas direcciones, los trenes de estas cuatro líneas regresan a sus terminales realizando paradas en el orden inverso según regresan. La Línea Verde funciona en ambas direcciones, pero no hace un circuito completo, usando solo los lados norte y este del Loop para moverse entre la línea de la calle Lake y el South Side Elevated.

### Estaciones
| Estación                                  | Líneas | Lugares cercanos |
| ----------------------------------------- | ------ | --- |
| Washington/Wells                          | █      | Ayuntamiento de Chicago, Civic Opera House, Chicago Mercantile Exchange Transferencia a Metra vía Ogilvie Transportation Center                                      |
| Quincy                                    | █      | Willis Tower Transferencia a Metra y a Amtrak vía Union Station |
| LaSalle/Van Buren                         | █      | Chicago Board of Trade, Chicago Board Options Exchange transferencia a Metra vía la Estación Calle LaSalle Transferencia a la █ , Estación LaSalle (1 cuadra al Sur) |
| Harold Washington Library-State/Van Buren | █      | Biblioteca Harold Washington Transferencia a █ , Estación Jackson.                                                                                                   |
| Adams/Wabash                              | █      | Grant Park, Petrillo Music Shell, Buckingham Fountain, Instituto de Arte de Chicago transferencia a Metra vía Estación Calle Van Buren                               |
| Madison/Wabash                            | █      | Jewelers Row |
| Randolph/Wabash                           | █      | Marshall Field's, Chicago Cultural Center, Millennium Park Transferencia Metra vía la Estación Millennium                                                            |
| State/Lake                                | █      | Chicago Theatre, Gene Siskel Film Center Transferencia a █ , Estación Lake                                                                                           |
| Clark/Lake                                | █      | James R. Thompson Center, Richard J. Daley Center |